# Afrânio da Costa
Afrânio da Costa, né le 14 mars 1892 à Macaé et mort le 26 juin 1979 dans la même ville, est un tireur sportif brésilien. Il a remporté deux médailles olympiques.

## Palmarès
- Jeux olympiques de 1920 à Anvers (Belgique)
  -  Médaille d'or au pistolet libre à 50 m.
  -  Médaille de bronze au Pistolet libre à 50 m par équipes[1].